# Communauté de communes entre Allier et Bois Noirs
La communauté de communes entre Allier et Bois Noirs est une ancienne communauté de communes française, située dans le département du Puy-de-Dôme en région Auvergne-Rhône-Alpes.

## Historique
La communauté de communes a été créée en 2010. Elle subsiste de plein droit au syndicat intercommunal à vocation multiple du canton de Châteldon, regroupant les six communes du canton de Châteldon plus la commune de Charnat.
| Période                                  | Période          | Identité        | Étiquette | Qualité |
| ---------------------------------------- | ---------------- | --------------- | --------- | ------- |
| Les données manquantes sont à compléter. |                  |                 |           |         |
|                                          | 31 décembre 2016 | Bernard Vignaud |           |         |

Le projet de schéma départemental de coopération intercommunale (SDCI) du Puy-de-Dôme, dévoilé en octobre 2015, proposait la fusion de la communauté de communes avec trois autres intercommunalités tournées vers Thiers : Montagne Thiernoise, Pays de Courpière et Thiers communauté.
Adopté en mars 2016, le SDCI ne modifie pas ce périmètre.
La nouvelle structure issue de la fusion de ces quatre intercommunalités verra le jour en 2017 ; elle comptera trente communes (dont vingt-quatre classées en zone de montagne) pour une population de plus de 37 000 habitants. Un arrêté préfectoral du 12 décembre 2016 prononce la fusion de ces quatre communautés de communes ; la nouvelle structure intercommunale prend le nom de « communauté de communes Thiers Dore et Montagne ».

## Territoire communautaire

### Géographie
La communauté de communes entre Allier et Bois Noirs est située au nord-est du département du Puy-de-Dôme. Elle jouxte les communautés de communes de la Montagne Thiernoise au sud-est, Thiers communauté au sud, Entre Dore et Allier au sud-ouest, Limagne Bords d'Allier à l'ouest, Coteaux de Randan au nord-ouest, et avec le département limitrophe de l'Allier, la communauté d'agglomération de Vichy Val d'Allier au nord et la communauté de communes de la Montagne bourbonnaise au nord-est.
Comme l'indique sa dénomination explicite, le territoire communautaire est bordé par l'Allier à l'ouest, et situé au pied des Bois Noirs à l'est.
Le territoire est traversé par la route départementale 906 reliant Thiers à Vichy. Les axes routiers secondaires sont peu nombreux : les RD 59 et 63 desservant Châteldon et la RD 63 continuant vers Maringues.

### Composition
Elle regroupe sept communes, toutes (sauf Charnat) adhérant au parc naturel régional Livradois-Forez :
| Nom                   | Code Insee | Gentilé         | Superficie (km2) | Population (dernière pop. légale) | Densité (hab./km2) |
| --------------------- | ---------- | --------------- | ---------------- | --------------------------------- | ------------------ |
| Puy-Guillaume (siège) | 63291      | Puy-Guillaumois | 25,02            | 2 665 (2014)                      | 107                |
| Charnat               | 63095      | Charnatois      | 5,42             | 212 (2014)                        | 39                 |
| Châteldon             | 63102      | Châteldonnais   | 28,43            | 780 (2014)                        | 27                 |
| Lachaux               | 63184      | Chaulards       | 22,27            | 285 (2014)                        | 13                 |
| Noalhat               | 63253      | Noalhatois      | 5,13             | 247 (2014)                        | 48                 |
| Paslières             | 63271      | Paslièrois      | 27,77            | 1 556 (2014)                      | 56                 |
| Ris                   | 63301      | Risais          | 15,76            | 786 (2014)                        | 50                 |

### Démographie
| 1968  | 1975  | 1982  | 1990  | 1999  | 2008  | 2013  |
| ----- | ----- | ----- | ----- | ----- | ----- | ----- |
| 6 017 | 6 014 | 6 132 | 6 106 | 6 041 | 6 416 | 6 512 |

| Hommes | Classe d’âge | Femmes |
| ------ | ------------ | ------ |
| 0,4    | 90 ans ou +  | 1,3    |
| 7,1    | 75 à 89 ans  | 10,4   |
| 16,9   | 60 à 74 ans  | 17,6   |
| 24,4   | 45 à 59 ans  | 21,3   |
| 20,3   | 30 à 44 ans  | 19,9   |
| 12,6   | 15 à 29 ans  | 12,4   |
| 18,2   | 0 à 14 ans   | 17,1   |

| Hommes | Classe d’âge | Femmes |
| ------ | ------------ | ------ |
| 0,5    | 90 ans ou +  | 1,5    |
| 7      | 75 à 89 ans  | 10,6   |
| 16     | 60 à 74 ans  | 16,6   |
| 20,8   | 45 à 59 ans  | 20,1   |
| 19,5   | 30 à 44 ans  | 18,1   |
| 19     | 15 à 29 ans  | 17,5   |
| 17,1   | 0 à 14 ans   | 15,6   |

## Administration

### Siège
Le siège de la communauté de communes est situé à Puy-Guillaume.

### Les élus
La communauté de communes est gérée par un conseil communautaire composé de 24 membres représentant chacune des communes membres et élus habituellement pour une durée de six ans. Ils sont répartis comme suit :
| Nombre de délégués | Communes                    |
| ------------------ | --------------------------- |
| 10                 | Puy-Guillaume               |
| 6                  | Paslières                   |
| 3                  | Châteldon                   |
| 2                  | Ris                         |
| 1                  | Charnat, Lachaux et Noalhat |

### Présidence
En 2014, le conseil communautaire a élu son président, Bernard Vignaud, et désigné ses six vice-présidents :
1. Bernard Garcia (élu à Ris) ;
2. Tony Bernard (élu à Châteldon) ;
3. Guy Pradelle (élu à Noalhat) ;
4. Patrick Sauzedde (élu à Paslières) ;
5. Béatrice Adamy (élue à Lachaux) ;
6. Philippe Blanchoz (élu à Charnat).

### Compétences
L'intercommunalité exerce des compétences qui lui sont déléguées par les communes membres.
Compétences obligatoires :
- développement économique : actions visant à favoriser le développement économique (notamment le développement du tourisme et de la randonnée) ;
- aménagement de l'espace communautaire : définition et mise en œuvre, aménagement rural.

Compétences optionnelles :
- voirie d'intérêt communautaire ;
- protection et mise en valeur de l'environnement ;
- politique sociale (enfance-jeunesse et chantiers d'insertion).

Compétences facultatives :
- politique culturelle.

### Régime fiscal et budget
La communauté de communes est soumise à la fiscalité additionnelle.